# نيتو (لاعب كرة قدم، مواليد 1985)
هيليو هيرميتو زامبير نيتو (من مواليد 16 أغسطس 1985)، والمعروف باسم نيتو، لاعب كرة قدم محترف برازيلي يلعب لصالح نادي شابيكوينسي، في مركز قلب الدفاع. وهو واحد من الناجين من كارثة رحلة خطوط لاميا الجوية 2933.

## روابط خارجية
- نيتو على موقع قاعدة بيانات كرة القدم.إي يو (الإنجليزية)
- نيتو على موقع Soccerway.com (الإنجليزية)